# Zhou Zuoren
Zhou Zuoren (chiń. upr. 周作人; chiń. trad. 周作人; pinyin Zhōu Zuòrén; Wade-Giles Chou Tso-jen, ur. 16 stycznia 1885 w Shaoxing, zm. 6 maja 1967 w Pekinie) – chiński pisarz, tłumacz literatury europejskiej (m.in. greckiej, angielskiej) i japońskiej na język chiński, folklorysta i eseista, czołowy rzecznik wprowadzenia języka potocznego (baihua) do literatury. Brat Lu Xuna.
W dzieciństwie otrzymał tradycyjne wykształcenie; następnie studiował w Akademii Morskiej w Nankinie. Od 1906 do 1911 roku przebywał w Japonii. Od 1917 roku profesor Uniwersytetu Pekińskiego. W latach 1920. był jednym z najważniejszych intelektualistów chińskich, związanych z Ruchem Nowej Kultury; pracował m.in. jako redaktor wiodącego pisma ruchu „Xin Qingnian”. Po konflikcie z bratem w sprawie rodzinnej, odsunął się od głównego ruchu pisarzy, związanych z Ruchem 4 Maja, nawołujących do zwrócenia uwagi na problemy narodu i zaczął głosić pochwałę tolerancji w literaturze i większej wolności twórcy. Podobnie jak w przypadku innych ówczesnych chińskich teoretyków literatury, pozostawał pod wpływem zachodnim, w jego przypadku – myśli humanizmu renesansowego; nie udało mu się wszakże wyrwać z także typowego dla ówczesnej chińskiej myśli literackiej dogmatyzmu. W latach 1930. i 1940. pisywał głównie humorystyczne eseje na temat wygodnego życia, różne od swoich wcześniejszych, zaangażowanych tekstów.
W czasie wojny chińsko-japońskiej (1937–1945) pozostał w Pekinie, pracując w japońskim biurze edukacji. Po zakończeniu wojny oskarżony został z tego powodu przez władze kuomintangowskie o kolaborację i skazany na karę śmierci, zamienioną następnie na więzienie. Zwolniony w 1949 roku, po utworzeniu ChRL powrócił do pisarstwa. Żył w zapomnieniu, utrzymując się z przekładów literatury japońskiej i greckiej oraz pism na temat swojego sławniejszego brata, Lu Xuna.